# Fédération du commerce et de la distribution
Pour les articles homonymes, voir FCD.
La Fédération du commerce et de la distribution (FCD) est une organisation professionnelle française et un lobby.  Représentant environ 50 enseignes, entreprises de détail et de gros à prédominance alimentaire, elle a été créée le 29 mai 1995. 
La Fédération du commerce et de la distribution intervient notamment dans les domaines de la sécurité alimentaire, le développement durable, les relations économiques (PME, industriels, filières agricoles), les relations avec les partenaires sociaux et sur les sujets liés à l'aménagement du territoire et à l'urbanisme commercial.

## Présentation
Quatre instances statutaires composent la FCD, Une Assemblée générale, une assemblée permanente, un Comité permanent, un Bureau. 
De 1995 à 2011, la FCD est dirigée par Jérôme Bédier en tant que Président, puis président exécutif. Les Présidents statutaires sont successivement à partir de 2006, Christophe Dubrulle, André Crestey, François Bouriez, Alexandre Bompard, actuel Président.
Lors du départ de Jérôme Bédier en 2011 et à la suite de la modification des statuts, Jacques Creyssel est nommé comme Délégué Général en février 2011 et François Bouriez comme Président de la Fédération.
La FCD est adhérente au MEDEF, au CdCF (Conseil du commerce de France), ainsi qu'à l'organisation Eurocommerce. Les membres d'Eurocommerce sont des fédérations nationales de commerce de 31 pays, les 27 principales sociétés de vente au détail et de gros de l'Europe, et les fédérations des secteurs spécifiques du commerce.

### Missions
Le but de la FCD est de défendre les intérêts généraux et communs de ses membres. Elle assure leur représentation auprès des pouvoirs publics, des instances économiques et sociales, officielles ou privées, nationales ou européennes,. Elle étudie les questions communes à l'ensemble ou à plusieurs de ses membres et leur fournit la documentation et les renseignements professionnels.

### Lobbying

#### En France
La FCD était inscrite comme représentant d'intérêts auprès du registre de l'Assemblée nationale. Elle déclarait à ce titre en 2012 un budget global de 7 210 000 euros, dont  550 000 euros de financement public, et indiquait que les coûts annuels liés aux activités directes de représentation d'intérêts auprès du Parlement n’excèdent pas 10 000 euros.
La FCD est inscrite depuis 2017 au registre des représentants d'intérêts de la Haute autorité pour la transparence de la vie publique. Elle déclare pour 2021 des dépenses de lobbying annuelles comprises entre 600 000 et 700 000 euros.

#### Auprès des institutions de l'Union Européenne
La FCD est inscrite depuis 2014 au registre de transparence des représentants d'intérêts auprès de la Commission européenne. Elle déclare en 2014 pour cette activité 3 collaborateurs à temps plein et des dépenses d'un montant compris entre 50 000 et 100 000 euros.

## Historique
La FCD est créée le 29 mai 1995 à la suite de la fusion de la FEDIMAS (Fédération des entreprises de distribution, de magasins à prédominance alimentaire et de service) et du GNH (Groupement national des hypermarchés). Elle prend pour base le Syndicat général des maisons et sociétés d'alimentation à succursales de France, créée en 1906 et regroupant alors la plupart des entreprises succursalistes de l'alimentation.
En 1998, trois enseignes membres de la FCD créent, sous l'égide de la Fédération, l'Initiative clause sociale (ICS), un dispositif qui assure aux enseignes une meilleure traçabilité des produits achetés auprès de fournisseurs de pays en voie de développement. Une vingtaine d'enseignes rejoindront plus tard l'ICS.
En octobre 2004, la FCD met en place le dispositif IFS (International Food Standard), un nouveau référentiel d'audit sécurité alimentaire. Auparavant, chaque enseigne possédait son propre système d'audits et chaque entreprise travaillant avec plusieurs enseignes se retrouvait sujette à de nombreux audits de sécurité. L'IFS permet alors une diminution des audits et un gain de temps en harmonisant la réalisation d'audits.
En janvier 2008, dans le cadre du Grenelle de l'environnement, les enseignes de la FCD signent un accord avec le ministère chargé du développement durable dans lequel elles s'engagent à :  
- mettre en place des opérations de communication afin de mettre en valeur les produits "développement durable"
- développer la part des produits issus de l'agriculture biologique et ceux bénéficiant d'un éco-label dans leurs magasins
- réduire leurs consommations énergétiques et optimiser leurs chaînes de transport

Deux ans après la signature de cette convention d'engagement, les enseignes de la FCD ont notamment établi des bilans environnementaux sur 232 références. L'augmentation en rayons des produits bénéficiant d'un écolabel a permis une augmentation des ventes de ces produits d'environ 10 %. La présence de produits bio a augmenté de 20 %, avec des pics de 50 à 70 % chez certaines enseignes.
La FCD installe en septembre 2011 des bureaux à Bruxelles afin de garantir à ses membres une meilleure représentation à l'échelle européenne.
En septembre 2013, la FCD et la Fédération des Entreprises et des Entrepreneurs de France (FEEF) annoncent la signature d'un guide de bonne pratiques en matière de relations commerciales relatif au PME.
En décembre 2013, la FCD et la Chaire Grande Consommation de l'ESSEC Business School créent l'Observatoire ESSEC de la distribution responsable. Pour la première fois, 8 enseignes de la grande distribution publient des indicateurs homogènes, élaborés en commun, en matière de responsabilité sociétale des entreprises (RSE). Cette opération est renouvelée tous les deux ans.
Le 27 août 2015, plusieurs membres de la FCD signent un accord avec la ministre de l’Écologie, Ségolène Royal, visant à renforcer les actions de lutte contre le gaspillage alimentaire sur la base du volontariat des marques, sans loi ni amendes. Le 23 septembre 2015, les enseignes de la FCD signent un accord-cadre avec la Coop de France et s'engagent à chercher un moyen de soutenir les coopératives agricoles.
Début 2016, elle se dote d'un médiateur de la consommation, le but étant que tout consommateur ayant un litige avec une enseigne membre puisse saisir le médiateur afin de trouver une solution à l'amiable. À la suite de l'accord-cadre signé en septembre 2015 entre la FCD et la Coop de France, la FCD Provence Alpes Côte d'Azur signe un accord régional, le 16 mars 2016, avec la Coop de France Alpes Méditerranée.
En 2016, la FCD représente un secteur qui compte 750 000 emplois, 1992 hypermarchés, 5702 supermarchés, 4605 maxidiscomptes et 17000 magasins de proximité, soit environ 30 000 points de vente pour un volume d'affaires de 194,5 milliards d'euros.

## Prises de position
Lors de la pandémie de Covid-19, Jacques Creyssel, délégué général de la Fédération du commerce et de la distribution, indique que les distributeurs ne participeront pas au fonds de solidarité en faveur des entreprises, créé par l’Etat et les régions. 

## Enseignes adhérentes et partenaires
La FCD travaille avec plusieurs partenaires institutionnels, tels que les directions ministérielles responsables de la qualité et de la sécurité des aliments, de la consommation et de la santé des consommateurs et le Programme national nutrition santé (PNNS). Elle est également l'interlocuteur de l'Agence nationale chargée de la sécurité sanitaire de l'alimentation, de l'environnement et du travail (Anses), anciennement l'Agence française de la sécurité sanitaire des aliments (AFSSA). En parallèle, la fédération est membre de toutes les instances officielles dans le domaine alimentaire comme la CNC, la CNA, l'INAO ou la CNLC.
Le site de la FCD recense la cinquantaine d'enseignes adhérentes. 

## Logos

Ancien logo